# Anita Fatis
Anita Fatis, née Delville, est une nageuse handisport française née le 10 septembre 1963 à Dunkerque (Nord).

## Biographie
Atteinte d'une sclérose en plaques depuis ses 26 ans, Anita Fatis doit se résigner au fauteuil roulant après quelques années. Mariée, mère de trois enfants, Anita Fatis fait une dépression. Pour se changer les idées, elle commence la natation, encouragée par son mari. Ce qui n'est au départ qu'un passe-temps devient rapidement une passion. « La piscine m'a vraiment sauvée de la dépression ».
Elle est nommée chevalier de l'Ordre national du Mérite en 2016.
Elle a reçu le titre de Citoyenne d'Honneur en 2019.

## Carrière et Palmarès
Anita Fatis a fait gagner à la France nombre de médailles aux championnats du monde et d'Europe avant de frôler le podium aux jeux paralympiques de Londres.

### Palmarès national
- 15 titres de championne de France de 2008 à 2016

### Palmarès international
- championnat du monde 2010 : 2 médailles de bronze
- championnat d'Europe 2011 : 1 médaille d'argent et 1 médaille de bronze
- championnat du monde 2014 : 1 médaille de bronze
- championnat d'Europe  2016 : 1 médaille de bronze

### Palmarès olympique
- Jeux paralympiques de Londres 2012 :
  - Finaliste au 100m nage libre
  - Finaliste au 200m nage libre

- Jeux paralympiques de Rio 2016 :
  - Finaliste au 50m nage libre
  - Finaliste au 50m dos
  - Finaliste au 200m nage libre
  - 9e place des séries du 100m nage libre

## Trek
Anita a fait plusieurs treks au Népal 
2018 le Manaslu 5200m alt en Quadrix
2019 la vallée de l’Everest le 1er camp base Everest 5345m alt et le Kalapathar 5650m alt 
2022 elle repartira au Népal mais cette fois debout, équipée d’un dispositif robotisé la C-Brace 
Rolwalding a 5000m alt
2024 elle s’attaque à un nouveau sommet le Pisang Peak à 6091m alt réputé très difficile, elle et son équipe ne pourront pas faire le sommet à cause des conditions dangereuses (dit par Purna chef Sherpa)

## Autobiographie
Anita a écrit une autobiographie "La maladie m'a emmenée aux Jeux" parue en mars 2018 aux éditions Maïa.